# Ruellin de Tréguier

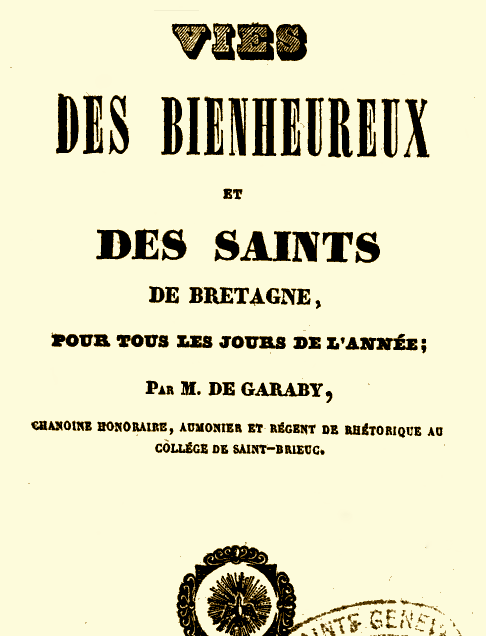
Page de garde du livre la vie des bienheureux et des saints de Bretagne, pour tous les jours de l'année de Malo-Joseph de Garaby.

Saint Ruellin (Rivelin ou Rivalain) fut évêque de Tréguier au VIe siècle, succédant à saint Tugdual. Il est décédé vers 650. Sa fête est célébrée le 28 février,.

## Hagiographie
Disciple de saint Tugdual et ayant immigré en Armorique vers l'an 540, venant de l'île de Bretagne (Grande-Bretagne actuelle), Ruellin aurait construit au VIe siècle un ermitage, transformé par la suite en monastère, au Moustoir, future trève de la paroisse de Châteauneuf-du-Faou. Sa biographie est presque inconnue.
Saint Tugdual se mourant à Tréguier, les prêtres de son chapitre le prièrent de les conseiller dans le choix de son successeur et il désigna le moine Ruellin, qui fut élu évêque. Mais son élection fut contestée par Pergat, chanoine et archiprêtre de Lexobie qui gagna une partie du clergé et du peuple à sa cause.
« Pour remedier à ce Schisme, on assembla un synode à Lexobie, où furent convocquez les plus habiles & Doctes Ecclesiastiques de tout le Diocese, pour decider ce different, & terminer une affaire de si grande importance ».
Il fallut une apparition de Tugdual pour que Pergat abandonne ses prétentions et se retire, finissant ses jours dans la pénitence à Pouldouran, menant une vie de sainteté.

## Ses traces dans la Bretagne actuelle
- la chapelle Saint-Ruellin au Moustoir en Châteauneuf-du-Faou (Finistère).
- le culte de saint Ruellin est attesté en 1770 dans le "bréviaire de Tréguier"[5], mais a disparu depuis dans l'ancien diocèse de Tréguier.
- une chapelle Saint-Ruellin existait à Avessac (Loire-Atlantique) (disparue après la Révolution française).
- de nombreux noms de famille en sont peut-être issus (incertain) : Rivalland, Ruelland, Ruellant, Ruellen, Ruelen, fréquents dans les Côtes-d'Armor et le Finistère, mais une autre explication est parfois donnée, semblant toutefois plus douteuse, rapprochant de nom de famille de ceux de Rioual ou Rivoal.
- en Morbihan il est souvent dénommé "Saint Rivalain" (une chapelle de Baud porte le nom de "chapelle Saint-Rivalain" et plusieurs lieux-dits comme Ker-Rivallan (en Malguénac, Saint-Rivalain et Ker-Rivalain (en Melrand), Coët-Rivalain (en Séglien). Selon la tradition il aurait dirigé les moines qui auraient défriché la vallée de la Sarre[6].